# Nemorius oenderi
Nemorius oenderi är en tvåvingeart som beskrevs av Jezek 1990. Nemorius oenderi ingår i släktet Nemorius och familjen bromsar.
Artens utbredningsområde är Turkiet. Inga underarter finns listade i Catalogue of Life.